# Aparallactinae
Aparallactinae is een onderfamilie van slangen die behoort tot de familie Atractaspididae. 
De groep werd voor het eerst beschreven door Monique Bourgeois in 1968. Er zijn 45 soorten in 9 geslachten. De slangen werden lange tijd tot de familie Lamprophiidae gerekend. 

## Geslachten
Onderstaand een overzicht van de geslachten, met het soortenaantal, de auteur en het verspreidingsgebied. 
| Naam           | Auteur          | Soorten | Verspreidingsgebied |
| -------------- | --------------- | ------- | --- |
| Amblyodipsas   | Peters, 1857    | 9       | Afrika; Centraal-Afrikaanse Republiek, Angola, Namibië, Botswana, Oeganda, Kenia, Tanzania, Ivoorkust, Congo-Kinshasa, Gambia, Senegal, Guinee-Bissau, Guinea, Burkina Faso, Mali, Chad, Benin, Togo, Sierra Leone, Nigeria, Soedan, Tsjaad, Zambia, Mozambique, Zimbabwe, Malawi, Zuid-Afrika en Somalië, mogelijk in Niger |
| Aparallactus   | Smith, 1849     | 11      | Afrika; Benin, Botswana, Centraal-Afrikaanse Republiek, Congo-Brazzaville, Congo-Kinshasa, Eritrea, Ethiopië, Gabon, Ghana, Guinea, Ivoorkust, Kameroen, Kenia, Liberia, Malawi, Mozambique, Nigeria, Oeganda, Sierra Leone, Soedan, Somalië, Swaziland, Tanzania, Togo, Zambia, Zanzibar, Zimbabwe en Zuid-Afrika           |
| Brachyophis    | Mocquard, 1888  | 1       | Afrika; Somalië |
| Chilorhinophis | Werner, 1907    | 2       | Afrika; Congo-Kinshasa, Zambia, Zimbabwe, Tanzania, Soedan, Tanzania en Mozambique, mogelijk in Oeganda, Kenia, Rwanda en Burundi |
| Hypoptophis    | Boulenger, 1908 | 1       | Afrika; Congo-Kinshasa, Zambia en Angola |
| Macrelaps      | Günther, 1860   | 1       | Afrika; Zuid-Afrika |
| Poecilopholis  | Boulenger, 1903 | 1       | Afrika; Kameroen |
| Polemon        | Jan, 1858       | 14      | Afrika; Angola, Benin, Burkina Faso, Burundi, Centraal-Afrikaanse Republiek, Congo-Brazzaville, Congo-Kinshasa, Equatoriaal-Guinea, Gabon, Ghana, Guinea, Ivoorkust, Kameroen, Kenia, Liberia, Malawi, Mali, Nigeria, Oeganda, Rwanda, Sierra Leone, Soedan, Tanzania, Togo en Zambia                                        |
| Xenocalamus    | Günther, 1868   | 5       | Afrika; Namibië, Botswana, Zimbabwe, Zambia, Angola, Congo-Kinshasa, Congo-Brazzaville, Mozambique en Zuid-Afrika |